# Sandra Marinello
Sandra Marinello (Duisburgo, 29 de mayo de 1983) es una deportista alemana que compitió en bádminton. Ganó una medalla de bronce en el Campeonato Europeo de Bádminton de 2012, en la prueba de dobles.

## Palmarés internacional
| Campeonato Europeo | Campeonato Europeo  | Campeonato Europeo | Campeonato Europeo |
| Año                | Lugar               | Medalla            | Prueba             |
| ------------------ | ------------------- | ------------------ | ------------------ |
| 2012               | Karlskrona (Suecia) | Medalla de bronce  | Dobles             |